# Wielkie Berezne (stacja kolejowa)
Wielkie Berezne (ukr. Великий Березний, węg. Nagyberezna, cz. Velký Berezný) – stacja kolejowa w miejscowości Wielkie Berezne, w rejonie użhorodzkim, w obwodzie zakarpackim, na Ukrainie. Położona jest na linii Sambor – Czop.

## Historia
Stacja powstała w 1893, gdy tereny te należały do Austro-Węgier i początkowo nazywała się Nagyberezna. W pierwszych latach istnienia była stacją końcową linii z Czopu, później linia została przedłużona na północ, do Galicji. W okresie przynależności tych okolic do Czechosłowacji nosiła nazwę Velký Berezný.